# Driesen (Adelsgeschlecht)

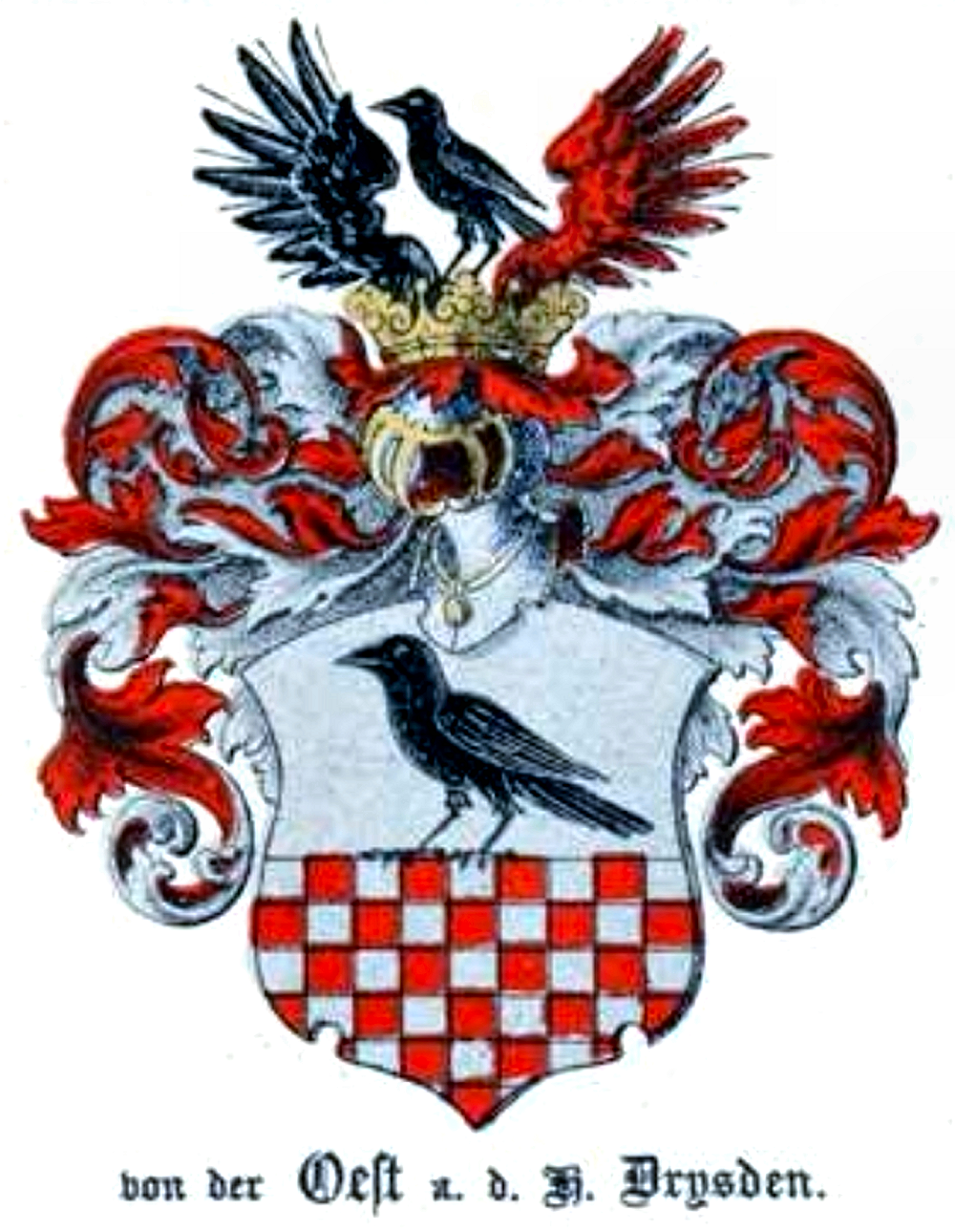
Wappen derer von der Oest a. d. H. Drysden im Baltischen Wappenbuch

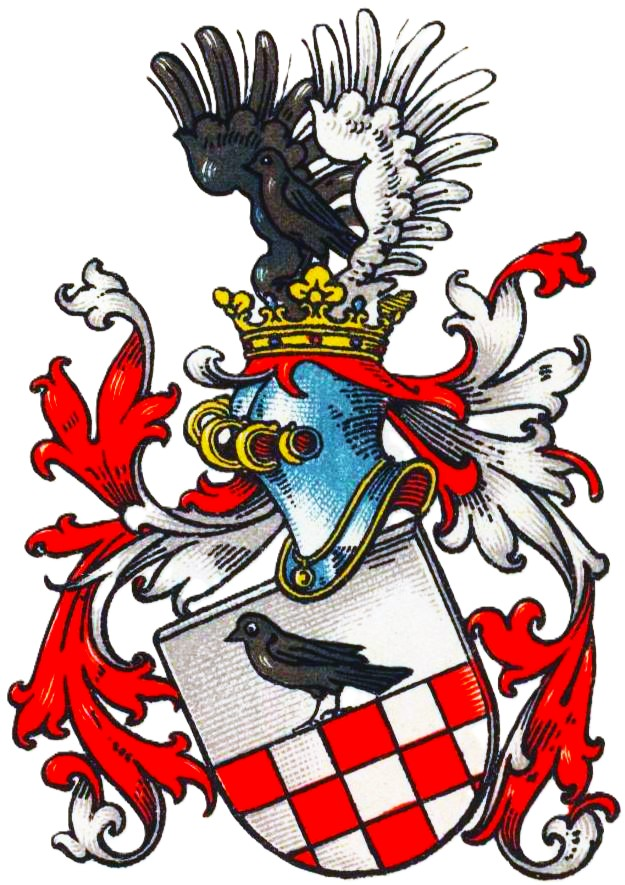
Wappen derer von der Oest (Driesen genannt Oest) im Wappenbuch des Westfälischen Adels

Driesen auch Oest genannt Driesen oder Oest aus dem Hause Drysen ist der Name eines preußisch-kurländischen Adelsgeschlecht.
Die Familie ist von den Osten als weder stamm- noch wappenverwandt abzugrenzen. Diese traten teilweise auch unter dem Namen Sacken, genannt von der Oest (Kurland) oder Osten-Driesen nach der 1314–1408 in ihrem Besitz befindlichen neumärkischen Stadt Driesen auf. Vielleicht in der gegensätzlichen Annahme einer bestehenden Stammverwandtschaft nannten sich einzelne insbesondere kurländiche Glieder des nachstehend beschriebenen Geschlechts Oest aus dem Hause Drysen auch Osten-Driesen.

## Geschichte
Die Familie soll altwestfalischen Ursprungs sein und ihren Stammsitz in der Grafschaft Mark haben. Mit Ulrich von der Öster auf Dryßden, Vasall des Deutschen Ordens, wurde die Familie am 23. September 1405 auf der Marienburg zuerst urkundlich genannt.
Die Stammreihe der kurländischen Linie beginnt mit Christian Friedrich von der Oest gen. Driesen, 1746 preußischer Offizier in Wesel. Dessen Sohn Wilhelm von der Oest gen. Driesen (1746–1827) erhielt am 3. April 1801 (Nr. 247) das kurländische Indigenat. Seine Deszendenz ist erloschen.
Die preußische Linie beginnt ihre Stammlinie mit dem kurbrandenburgischen Rittmeister Hieronymus von Driesen, der auch die Mohrungschen Güter erworben haben soll. Die preußische Linie nannte sich ausschließlich von Driesen und ist zum Ausgang des 18. Jahrhunderts erloschen.
Als Gutsbesitz wurden in Preußen Groß und Klein Gilgehnen (seit 1658), Sorreinen (seit 1758) und Wisskenith (seit 1758)  im Kreis Mohrungen sowie Würtzau, Paulsgnade (seit 1797) und Sorgenfrei (seit 1797) bei Mitau genannt.

## Angehörige
preußische Linie
- Hieronymus von Driesen († nach 1695), kurbrandenburgischer Kanzler
- Georg Wilhelm von Driesen (1700–1758), preußischer Generalleutnant und Amtshauptmann von Osterrode

kurländische Linie
- Wilhelm Karl Heinrich von der Oest gen. Driesen (1746–1827), russischer Generalleutnant[7]
  - Georg Wilhelm von Driesen (1780–1812), Kommander des Preobraschenski Leib-Garderegiment[8]
  - Friedrich Wilhelm von Driesen (1781–1851), russischer General der Infanterie
    - Alexander von Driesen (1824–1892), russischer General der Kavallerie[9]
      - Alexander Alexandrowitsch Driesen (1852–1907), russischer Generalmajor

    - Nikolai von Driesen (1837–1911), russischer General der Infanterie[10]

## Wappen
Das Wappen ist geteilt, oben in Silber auf der Teilungslinie stehend ein schwarzer Rabe, unten von Silber und Rot geschacht. Auf dem Helm mit schwarz-silbernen Decken der Rabe zwischen einem offenen schwarzen Flug.